# Grammia intermedia
Grammia intermedia là một loài bướm đêm thuộc phân họ Arctiinae, họ Erebidae.